# Dresdner Bank
Dresdner Bank AG byla jednou z největších bank v Německu a její historie sahá až do roku 1872. Sídlo banky se nacházelo ve Frankfurtu nad Mohanem, poté než došlo k fúzi s další bankou Commerzbank AG 11. května 2009, byla Dresdner Bank co do bilanční sumy a počtu zaměstnanců třetí největší bankou Německa. Dresdner Bank AG spolu se svými pobočkami operovala v Německu, v Evropě, v Severní Americe, v Jižní Americe a v Asii. Nabízela celou řadu bankovních produktů a finančních služeb, včetně půjček a vkladů, služby v oblasti cenných papírů a úschovy, platebních transakcí, obchodních a kapitálových služeb, jakož i produktů životního a neživotního pojištění soukromým i institucionálních zákazníkům

## Historie

### 19. století
Banka byla založena židovským podnikatelem 12. října 1872 jako regionální saská banka a vznikla konverzí soukromých bank Michaela Kaskela. Zakládající konsorcium Dresdner Bank se skládalo z Allgemeine Deutsche Credtanstalt, Lipsko, Berliner Handels-Gesellschaft, Berlín, Deutsche Vereinsbank, Frankfurt nad Mohanem, Deutsche Effecten- und Wechselbank, Frankfurt nad Mohanem a Anglo-Deutsche Bank, Hamburg, s počátečním kapitálem 8 milionů thalerů (německá stříbrná mince) a 30 zaměstnanců ve Wilsdruffer Str. v Drážďanech. Kolem roku 1870 přebrala další menší regionální instituce a několik bank. Až do zřízení filiálky v Berlíně v roce 1881 byla pouze saskou regionální institucí. Roku 1884 se obchodní vedení firmy přestěhovalo do Berlína, sídlem banky po právní stránce zůstaly až do roku 1950 Drážďany. První zahraniční pobočku otevřela v Londýně v roce 1895.

### 20. století
Kolem roku 1900 měla Dresdner Bank největší pobočkovou síť. V době 1. světové války zavřela banka svou pobočku v Londýně, ale přesto i nadále expandovala. V letech 1905–1906 založila spolu s Národní bankou Německa a bankovním spolkem A. Schaaffhausenschen Německou banku Orient (Berlín) jako speciální instituci pro Orient a Německo-jihoamerickou banku, která se v současné době nazývá Dresdner Bank Latinská Amerika (Hamburg) na podporu německého zaoceánského obchodu. V roce 1952 byla banka rozdělena do tří institucí: Rhein-Main Bank AG, Hamburger Kreditbank AG a Rhein-Ruhr Bank AG. Tyto tři instituce byly v roce 1957 zase sjednoceny pod názvem Dresdner Bank. V roce 1974 banka spolupracovala s několika bankami z Evropy a Jižní Ameriky, se kterými založila Euro-Latinskoamerickou banku v Londýně, která financovala rozvojové projekty v Latinské Americe. V dubnu 2000 Dresdner Bank a její rival Deutsche Bank AG zrušily své plány na fúzi, čímž by vznikla jedna z největších bankovních institucí na světě. Namísto toho se do hry vložil jiný hráč. Allianz SE koupila Dresdner Bank za 24 miliard eur v dubnu 2001 a poté ji v roce 2009 (období finanční krize) prodala Commerzbank AG za cca 9,8 miliard eur. V září 2000 Dresdner Bank oznamuje, že ukončuje spolupráci s francouzskou bankovní skupinou BNP, se kterou spolupracovala na projektech ve východní Evropě téměř deset let. V únoru 2006 byla prezentována sedmiletá studie o Dresdner Bank ve spojení s Třetí říší. Tuto studii financovala sama Dresdner Bank. a studii vedl Dr. Klaus-Dietmar Henke

## Dceřiné společnosti Dresdner Bank
Ke společnosti Dresdner Bank patřily i další významné dceřiné společnosti:
- Allianz Dresdner Bauspar AG, Bad Vilbel
- Dresdner-Cetelem Kreditbank GmbH, Mnichov
- DDS Dresdner Direktservice GmbH, Duisburg; servisní služby
- Dresdner Finance B.V., Amsterdam; finanční instituce
- Kleinwort Benson, Londýn, soukromá banka
- Dresdner U.S. Finance Inc., Wilmington/Delaware, New York; finanční instituce
- Dresdner Kleinwort (investiční banka, která byla začleněna pod Commerzbank-Bereich Corporates & Markets)[7]
- Reuschel & Co., München; Privatbank (prodána Conrad Hinrich Donner Bank AG)[8]
- Deutsche Schiffsbank AG (40 %)

## Kontroverzní události

### Nacismus
Z pěti velkých německých bank měla právě Dresdner Bank nejužší vztahy s nacisty. Z regionální banky se stala druhou největší bankou Německa. Umístěním kapitalistické logiky před morálkou se banka systematicky podílela na potlačování německých Židů ze Třetí říše a na konfiskaci židovského bohatství a majetku. Úlohu, kterou banka hrála ve Třetí říši, byla charakteristická pro úzké propojení národně-socialistické vlády a obchodní politiky velkých peněz. Jako preferovaná banka jednotek SS a díky svým úzkým vztahům na hospodářský blok moci Hermanna Göringa zaujímala Dresdner Bank zvláštní postavení. Dr. Klaus-Dietmar Henke sepsal o interakci Dresdner Bank s nacistickým režimem rozsáhlé čtyřsvazkové dílo s názvem Die Dresdner Bank im 2. Weltkrieg, v českém překladu Drážďanská banka ve 2. světové válce.

### Podnikání v Ruské federaci
Dresdner Bank získala v devadesátých letech 20. století licenci nejprve v Petrohradu, kde zodpovědnou osobou za zahraniční obchodní vztahy byl Vladimir Putin a který byl v letech 1985-1990 byl agentem KGB v NDR v Drážďanech.  Zástupcem Dresdner Bank se stal Matthias Warnig, bývalý agent STASI a údajný Putinův bývalý kontakt z východního Německa. Hned v prvním roce po nastolení prezidentem 26.3.2000 Ruské federace vyvedl Putin ruskou ekonomiku z 15 let trvajícího propadu a pobočka Dresdner Bank byla v Petrohradu otevřena v roce 1993. Poté expandovala do dalších měst Ruska. Warnig než získal zaměstnání v Dresdner Bank měl svou činnost v rámci STASI údajně zaměřovat na problematiku Dresdner Bank.

### Panama Papers
Dresdner Bank Lateinamerika (DBLA, dříve Deutsch-Südamerikanische Bank) byla jednou z prvních bank, se kterou Jürgen Mossac začal v sedmdesátých letech dvacátého století spolupracovat. Koncem roku 2004 koupila soukromé záležitosti klientů Dresdner Bank Lateinamerika banka švýcarská banka UBS, která v této aktivitě pokračovala. Nejaktivnějšími německými bankami v zakládání off-shore firem byly Deutsche Bank a Dresdner Bank. Tyto banky založily několik stovek off-shore firem obvykle s kontem ve Švýcarsku nebo Lucembursku.